# Arnold Jeannesson
Arnold Jeannesson (París, 15 de enero de 1986) es un ciclista francés que fue profesional entre 2008 y 2017.

## Biografía
Debutó como profesional en el año 2008, con el equipo francés Auber 93. En la campaña 2009 fichó por el equipo español Caisse d'Epargne. Además de dedicarse al ciclismo en carretera ha practicado con éxito el ciclismo de montaña y el ciclocrós, quedando tercero en el campeonato francés sub-23 de ambas modalidades y del absoluto de ciclocrós.
En el Tour de Francia 2011, en su primera participación, ya en la estructura del equipo FDJ, logró estar dos días vestido con el maillot blanco del mejor joven. Al final terminó en cuarta posición.
Los siguientes años ejerció de gregario de lujo en el Tour de Francia para Thibaut Pinot.
En agosto de 2017 anunció su retirada como ciclista profesional al término de la temporada.

## Palmarés

### Ruta
2008
- 1 etapa del Tour del Porvenir

### Ciclocrós
2011
- 3.º en el Campeonato de Francia de Ciclocrós

2013
- 2.º en el Campeonato de Francia de Ciclocrós
- Cyclo-cross International du Mingant Lanarvily

2017
- 2.º en el Campeonato de Francia de Ciclocrós

2018
- 3.º en el Campeonato de Francia de Ciclocrós

## Resultados en Grandes Vueltas
Durante su carrera deportiva consiguió los siguientes puestos en las Grandes Vueltas:
| Carrera | Carrera         | 2008 | 2009 | 2010 | 2011 | 2012 | 2013 | 2014 | 2015 | 2016 | 2017 |
| ------- | --------------- | ---- | ---- | ---- | ---- | ---- | ---- | ---- | ---- | ---- | ---- |
|         | Giro de Italia  | —    | 57.º | Ab.  | —    | —    | Ab.  | —    | —    | —    | —    |
|         | Tour de Francia | —    | —    | —    | 14.º | —    | 29.º | 30.º | —    | 87.º | —    |
|         | Vuelta a España | —    | —    | —    | —    | 64.º | —    | —    | —    | —    | —    |

—: no participa
Ab.:Abandono

## Equipos
- Auber 93 (stagiaire) (08.2006-12.2006)
- Auber 93 (2008)
- Caisse d'Epargne (2009-2010)
- Française des Jeux (2011-2015)
  - FDJ (2011)
  - FDJ-Big Mat (2012)
  - FDJ (2013-2015)
- Cofidis, Solutions Crédits (2016)
- Fortuneo (2017)
  - Fortuneo-Vital Concept (01.2017-06.2017)
  - Fortuneo-Oscaro (07.2017-12.2017)